# Ogadeni háború
Az ogadeni háború, vagy 1977-1978-as etióp-szomáli háború fegyveres konfliktus volt az Etiópiához tartozó Ogaden tartomány birtoklásáért Etiópia és Szomália között. Mindkét országot számos szövetséges támogatta, így az összecsapás a hidegháború egyik jelentős eseményévé vált.

## A háború előzményei
Afrika gyarmatosításakor a szomáliak által lakott terület több ország fennhatósága alá került. Szomália 1960-ban nyerte el függetlenségét, ám a hat szomáli népcsoport közül csupán egy került az ország határain belülre. A többi Etiópiában, Dzsibutiban és Kenyában élt. Így az ország jelentős konfliktusba került a szomszédos államokkal, mivel  – főleg Siad Barre hatalomra kerülése után, aki szintén ogadeni születésű volt – céljává Nagy-Szomália megteremtését, a szomáli törzsek egyesítését tette.
Míg a szomáli csapatok előbb kenyai területeket szálltak meg (1963-1967), később Dzsibutira és Etiópia Ogaden nevű területére is bejelentették igényüket. A területről 1963 óta folytak viták, míg 1964 elején háború tört ki a két állam között, melyet fegyverszüneti egyezmény zárt le. Az 1970-es években Szomália jelentős katonai és pénzügyi segítséget kapott a Szovjetuniótól és Egyiptomtól, melyet jórészt hadserege modernizálására fordított.
Az 1970-es években Etiópia helyzete meggyengült. 1974-ben a császárt letaszították a trónról, helyét egy kommunista katonai rezsim, a Derg vette át. A párt vezetésért vívott évekig tartó harcok mellett felerősödtek a különböző törzsek elszakadási mozgalmai is (Például Eritreában és Ogadenben). 1977-ben Etiópia megszakította kapcsolatait az Egyesült Államokkal és a Szovjetunió fő szövetségese lett a térségben.
Az Ogaden területén élő szomáli törzsek 1975-ben megalapították a Nyugat-szomáli Felszabadító Frontot és gerillaharcot kezdeményeztek az etióp erők ellen. A szervezet 1976-1977-ben jelentős segítséget kapott Szomáliától.

## A háború jellege
Habár a térségben a konfliktusok zöme a gerillaháborúk jellemzőit mutatta, addig az Ogadeni háborúban a kor modern haditechnikáját felvonultató páncélos-gépesített erőket a légierő támogatta.

## A háború menete

### Az első szakasz
1977 júniusában szomáli katonák szivárogtak be Ogadenbe a felkelők megsegítésére. Szomália július 13-án, hajnali 3 órakor indította meg a döntő támadást Etiópia ellen. Etióp források szerint ebben tulajdonképpen az egész szomáli hadsereg, 70 000 katona, 40 repülőgép, 250 tank, 350 páncélozott szállítójármű és 600 tüzérségi egység vett részt.
Július végére Gode városát és Ogaden 60%-át sikerült elfoglalniuk a szomáli hadseregnek és az ogadeni felkelőknek. Dire Dawa és Jijiga közelében azonban a védekező etiópok komoly csapást mértek a támadókra, nagy veszteséget okozva nekik.

### Nemzetközi fejlemények
Az etióp légierő F-5-ösei megszerezték a légifölényt a kezdetben számbeli előnyben lévő szomáli MiG–21-esekkel szemben, ám Szomália a több százmillió dolláros amerikai támogatás miatt hamarosan technológiai fölénybe került.
A Szovjetunió, amely kezdetben mindkét országot támogatta, tűzszünet megkötését javasolta, ám mivel ezt a szomáliak elutasították, a szovjetek kivonultak az országból, és minden erejükkel Etiópiát támogatták (felszerelés, katonai tanácsadók, kb. 15-18 000 kubai katona). Dél-Jemen, Észak-Korea és az NDK a kiképzéséhez nyújtott segítséget illetve műszaki támogatást adott. (A kommunista országok közül Kína és Románia diplomáciája Szomália mellé állt)

### Dire Dawa ostroma
Augusztus 17-re a szomáli hadsereg elérte a stratégiai jelentőségű Dire Dawa városát. Itt volt az etióp légierő második legnagyobb bázisa, az Ogadenbe induló utak csomópontja, és az Etiópia exportját biztosító egyetlen vasútvonal fontos állomása.
A két napig tartó harcban mindkét fél a tétnek megfelelően hatalmas erőket vetett be. A szomáliak már elfoglalták a reptér bizonyos pontjait, amikor az etiópok sikeresen visszaverték a támadást, visszavonulásra kényszerítve a ostromlókat. A későbbiekben a várost már nem fenyegette több támadás.

### Szomáli sikerek

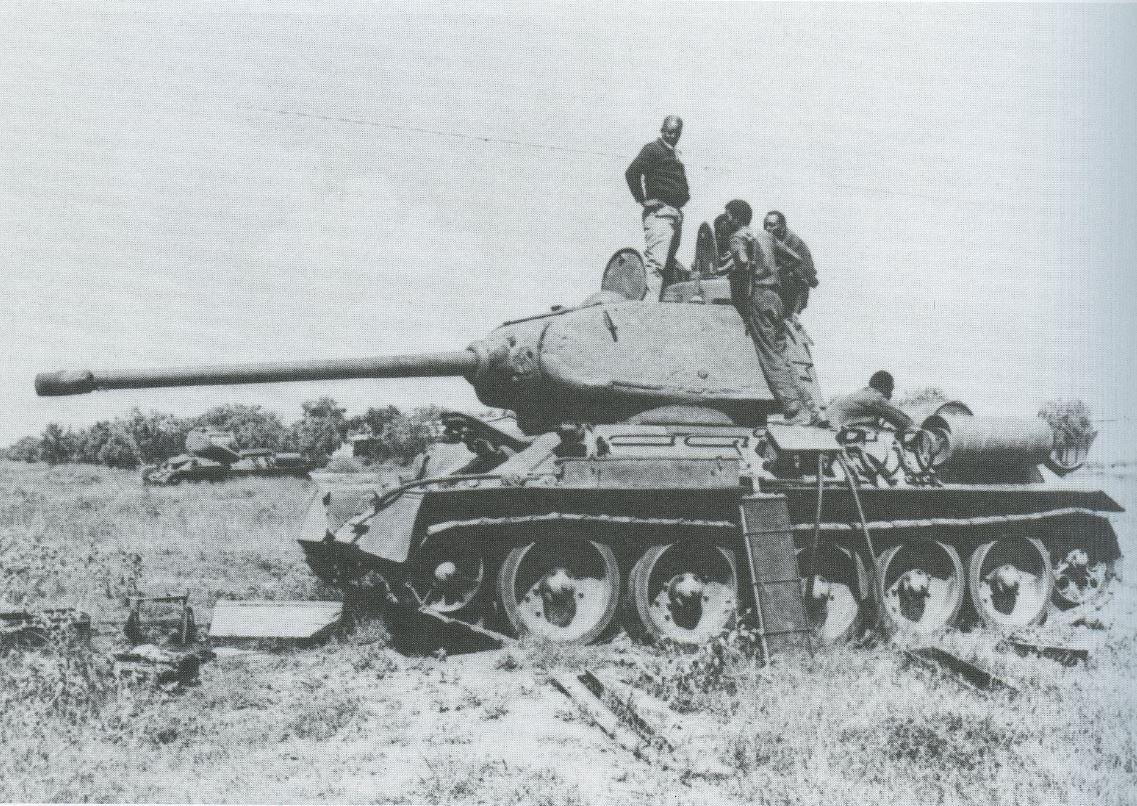
Szomáliai tank

A szomáliak és a felkelők legnagyobb győzelme szeptember közepén, Jijiga második ostroma volt. A Nyugat-szomáli Felszabadítási Front Yusuf Dheere tábornok vezetésével elfoglalta a várost, ahonnan a demoralizált etióp védők visszavonultak, feladva a Jijiga-Harar útvonal számos stratégiai pontját is. Szeptember közepére az etióp erőket Hararge, Bale és Sidamo tartományokba szorították vissza, a kezükön Ogaden kb. 10%-a maradt. A szomáliak mégsem tudták teljesen kihasználni győzelmeiket, mert a hadjáratban rengeteg tankot veszítettek, az utánpótlási vonalakat folyamatosan bombázta az etióp légierő és az esős évszak miatt az utak nagy része használhatatlanná vált. Az etióp kormány közben befejezte egy 100 000 fős milícia kiképzését, felszerelését és frontra irányítását.

### A fordulat: Harar ostroma
1977 október és 1978 február között a szomáli hadsereg és a felkelők fő célja Harar elfoglalása volt. A várost 40 000 etióp, 11 000 kubai katona, 1500 szovjet tanácsadó védte komoly tüzérséggel és páncélosokkal felszerelve. A külvárost elérő, kimerült szomáli hadsereget a védők visszaszorították, és februárban ellentámadásba mentek át. A városból kitörő etióp-kubai egységek elfoglalták a korábban feladott stratégiai pontokat, majd mindössze két napos ostrommal visszavették Jijigát, megölve a város mintegy 3 000 védőjét. Ezzel a Harar alatt állomásozó szomáli hadsereg harapófogóba került.

### A háború vége
A következő néhány hétben a szomáli védelem összeomlott, minden jelentősebb várost visszafoglaltak az etiópok. A reménytelen helyzetben Siad Barre elrendelte a Szomália területére való visszavonulást (1978. március 9.). A háború március 15-én ért véget, amikor az utolsó jelentős szomáli egység is elhagyta Ogadent.
A felkelők ezután is folytatták harcukat, 1980-ban kisebb szomáli támogatást is kaptak, 1981-re azonban már csak elszórt rajtaütésszerű támadásokra futotta erejükből.

## A háború eredménye
Habár Szomália megtámadta Etiópiát, mégsem sikerült eredményeket elérnie, mert Etiópia mögött az ekkor még erős Szovjetunió állt, mely katonai támogatást nyújtott az országnak, ráadásul Kubából és Dél-Jemenből harcoló alakulatok érkeztek az etióp erők megsegítésére.
Szomália hadseregének legalább egyharmadát (a légierő felét) vesztette el a háborúban, Siad Barre meggyengült rezsimje az 1980-as évekre az USA alárendelt szövetségese lett (például katonai bázisokat engedtek át az amerikaiaknak). Fel kellett adni a Nagy-Szomáliáról szóló elképzeléseket, sőt a rezsim belső ellenzéke is megnőtt: 1979-ben több ellenzéki csoportból megalakult a Szomáli Üdvösség Felszabadító Front. 1981-ben kitört a szomáliföldi háború, amely 1991-ben elvezetett Szomáliföld kiválásához.
1982-ben újabb fegyveres konfliktus tört ki a két ország között, ekkor azonban már Etiópia lépett fel támadóként (Etióp–szomáli határháború).